# Nososticta pseudexul
Nososticta pseudexul är en trollsländeart som först beskrevs av Friedrich Ris 1913.  Nososticta pseudexul ingår i släktet Nososticta och familjen Protoneuridae. Inga underarter finns listade i Catalogue of Life.